# Idrees Bashir
Pour les articles homonymes, voir Bashir.
(en) Statistiques sur pro-football-reference
Idrees Bashir (né le 7 décembre 1978 à Decatur dans l'État de Géorgie aux États-Unis) est un joueur professionnel américain de football américain qui évoluait au poste de safety dans la National Football League (NFL).
Il a joué au football universitaire pour les Tigers de l'Université de Memphis. Il est sélectionné au deuxième tour de la draft 2001 de la NFL par les Colts d'Indianapolis. Durant sa carrière, Bashir a également joué pour les Panthers de la Caroline et les Lions de Détroit.

## Biographie

### Jeunesse
Bashir est né à Decatur en Géorgie. Il fréquente la Dunwoody High School.

### Carrière universitaire
Bashir fréquente l'Université de Memphis et y joue pour l'équipe des Tigers. Il joue 22 matchs pour les Tigers, réalisant 3 interceptions, dont une pour un touchdown, pour 117 yards.

### Carrière dans la NFL
Bashir est sélectionné au deuxième tour (37e au total) de la draft 2001 de la NFL par les Colts d'Indianapolis. Les Colts obtiennent cette sélection grâce à un échange avec les Cowboys de Dallas. Bashir joue 51 matchs en 4 saisons (2001 à 2004) avec les Colts, récoltant 234 tacles et 5 interceptions.
En février 2005, Bashir signe un contrat d'un an avec les Panthers de la Caroline, d'une valeur de 545 000 dollars. Il dispute 11 matchs pour ne réaliser que 2 tacles. Il manque le restant de la saison à cause d'une blessure aux ischio-jambiers.
Le 2 janvier 2007, Bashir signe avec les Lions de Détroit. Il ne participe qu'à neuf matchs et récolte une interception et 20 tacles.